# Casey, Illinois
Casey är en ort i Clark County i delstaten Illinois, USA.